# 光得寺 (岐阜県笠松町)
光得寺（こうとくじ）は岐阜県羽島郡笠松町にある阿弥陀如来を本尊とする浄土真宗大谷派の寺院で、山号は安養山。無動寺の戦いがあった地として知られる。
延元元年（1336年）に本願寺3世覚如上人の法子、喜法和尚により創建される。天文13年（1544年）に起きた無動寺の戦いで斎藤方の拠点となって砦に改宗され、無動寺城と名付けられる。織田方に攻撃を受けている最中に守備していた土岐頼香が斎藤道三の命を受けた刺客により攻撃を受けて自害し、境内に葬られた。設けられた塚を土岐塚と称する。寺の梵鐘は手力雄神社で用いられるために文明7年（1475年）に鋳られたものを明治9年（1876年）に移したもので、岐阜県の文化財に指定されている。